# Districte de Jabalpur
El districte de Jabalpur o districte de Jubbulpore és una divisió administrativa de l'Índia, a Madhya Pradesh a la divisió de Jabalpur. La capital és la ciutat de Jabalpur (Jubbulpore (anglès)). La superfície és de 10.160 km² i la població de 2.167.469 habitants (cens del 2001). Està en gran part a la vall del Narbada o Narmada, sent l'altre riu més destacat el Son. Està dividit en quatre tehsils, set blocs de desenvolupament rural, 542 gram panchayats, i 1. 384 pobles habitats (més 90 no habitats). Els blocs són: Sihora, Majholi, Patan, Shahpura, Panagar, Jabalpur i Kundam; i els tehsils: Sihora ,Patan, Jabalpur i Kundam.

## Història
La vila de Tewar a pocs quilòmetres de Jubbulpore és el lloc de l'antiga ciutat de Tripura o Karanbel, capital de la dinastia dels Kalachuris de Chedi; les inscripcions d'aquesta dinastia són totes d'aquest districte, de Chhattisgarh i de Benares; eren haihaya rajputs i foren una branca de la família de Ratanpur que governava a Chhattisgarh. Van sorgir vers els començament de l'era cristiana (segle I o II) o poc després i van fundar l'era chedi samvat que començava el 249. Dels primers cinc o sis segles no se'n sap més que algun fet aïllat, però dels segles IX al XII es coneix una genealogia completa amb 18 reis, esmentant de vegades els seus matrimonis, les seves guerres amb els prínceps veïns (els rathors de Kanauj, els chandeles de Mahoba, i els paramares de Malwa). El seu territori era la vall superior del Narbada.
Després d'això es torna a fer el silenci i la dinastia desapareix eclipsada pel poder ascendent de Rewa o Baghelkhand. Sobre el segle xv el territori fou dominat per la dinastia gond de Mandla (o Garha-Mandla) i Garha fou algun temps la capital. Els gonds van acabar dominats pels marathes el 1781 i Jabalpur va formar part del territori maratha de Saugor sota domini del peshwa. El 1798 fou transferit al raja Bhonsle de Nagpur del que, al tractat de 1818, va passar a domini britànic formant el territori de Saugor i Narbudda sota un comissionat i dependent de les Províncies del Nord-oest.
El 1857 Jubalpur o Jubbulpore estava protegida pel 52è Regiment d'Infanteria Nativa. El comissionat del territori era el major Erskine; davant els moviments de les tropes indígenes, els europeus foren concentrats a la residència (juny de 1857) però els sipais van restar quiets. A l'agost columnes mòbils de tropes de Madras van arribar des de Kamptee, i foren enviades a restaurar l'orde a l'interior del districte de Damoh i del de Jubbalpore que estaven sent assolats pels amotinats procedents de Saugor. El 18 de setembre de 1857 el deposat raja gond de Garha-Mandla i el seu fill foren descoberts conspirant contra els britànics i van morir a trets i a la nit tot el regiment 52è van sortir de la ciutat; les tropes de Madras que eren a Damoh, van ser cridades i van arribar a Katangi trobant als rebels a l'altre costat del riu Hiran; les tropes van forçar el pas i van posar en fuita als rebels, i ja ni hi va haver més incidents. Bijeraghogarh que era un estat protegit, va ser confiscat i esdevingué una pargana dins el districte (1865).
Sota domini britànic tenia la més o menys la mateixa superfície el 1901 quan consta amb 10.132 km². La població era: 687.233 (1881), 748.146 (1891), 680.585 (1901).
Les ciutats principals eren Jabalpur, Sihora i Murwara i hi havia 2.298 pobles. Estava dividit en tres tahsils: Jubbulpore, Sihora i Murwara.
El tahsil de Jubbulpore tenia una superfície (1901) de 3.934 km² i una població de 332.488 (361.889 el 1891). La capital del tehsil i del districte, Jabalpur, tenia 90.316 habitants. Hi havia 1.076 pobles.
El 87% de la població del districte eren hindús, el 5% animistes, i el 5% musulmans, i al resta jainistes i altres. La llengua principal era el bhageli, dialecte de l'hindi oriental; 5.000 persones parlaven gond.

## Arqueologia
Hi ha restes de temples hindús a la vora del riu Ken al nord-oest de Murwara; els principals són Rithi, Chhoti-Deori, Simra, Pureni i Nandchand. Les ruïnes de Bargaon són jainistes. Bilehri, una mica al sud, també té certa importància amb una notable cistarena anomenada Lachhman Sagar, un petit tanc d'aigua i dos temples. Hi ha algunes altres restes al centre del districte a Rupnath, Tigwan i sobretot a Bahuriband (que vol dir "Molts Embarcadors") que sembla que fou una gran ciutat i Cunningham identifica amb la Tholobana de Claudi Ptolemeu. La peça antiga més important és una estàtua jainista amb una inscripció kalachuri a Tewar. Els constructors del ferrocarril haurien destruït diversos temples a Tigwan; a Rupnath hi ha un lingam de Xiva i inscripcions d'Asoka. Garha, amb restes rellevants gonds, forma avui dia part de la ciutat de Jubbulpore.